# Цитадела Танг Лонг
Царска цитадела Танг Лонг (вијетнамски језик: Hoàng thành Thăng Long), касније позната као Ханојска цитадела је цитадела у граду Ханоју, који је био престоница вијетнамских династија (Ђаи Вјет) Династија Лу (1010—1225.), Тран (1225—1400.), Династија Ле (1428—1789.) и Нгyјен.
Изграђена је за династије Лy око 1010. године на остацима кинеске тврђаве из 7. века и остала је вијетнамском краљевском резиденцијом све до 1810. године када је престоница постао град Хуе. Танг Лонг је од тада био северна цитадела вијетнамских царева и 1805. године је обновљен у стилу француских утврђења архитекте Вобане.
Краљевске палате и друге грађевине царског града Танг Лонга су крајем 19. века (1896—97.) уништиле француске колонијалне снаге. Преостале су тек понеке зграде попут монументалног улаза Ђоан Мон, сепеништа храма Кин Тјен, принцезина палача Хау Лау, и тзв. "Торња заставе Ханоја" (торањ висине 33.4 м из 1812. године; слика десно). Они су 2010. године уписани на УНЕСКО-в Списак места Светске баштине у Азији и Аустралазији као остатк јединствене културе југоисточне Азије у којој су се мешали утицаји кинеске културе са севера и Чампа културе с југа.
На месту остатака палате је 2008. године изграђена зграда вијетнамског парламента, Ба Ђин. Приликом изградње пронађено је много археолошких остатака, који су данас у Вијетнамском музеју Историје (Ханој), и закључено је како је тек део царског града Танг Лонга ископан.
- Главни улаз Ђоан Мон
- Принцезина палата Хау Лау
- Северна врата Бак Мон
- Кин Тјен 1885. год.
- Степенице Кин Тјена